# Clarion Hotel and Casino
Clarion Hotel and Casino, wcześniej znany jako Debbie Reynolds Hollywood Hotel i Greek Isles Hotel & Casino – nieistniejący hotel i kasyno, położony w tzw. "korytarzu" otaczającym the Strip w Las Vegas, w amerykańskim stanie Nevada. 
Clarion składał się z hotelu z 202 pokojami, a także kasyna o powierzchni 650 m².

## Historia

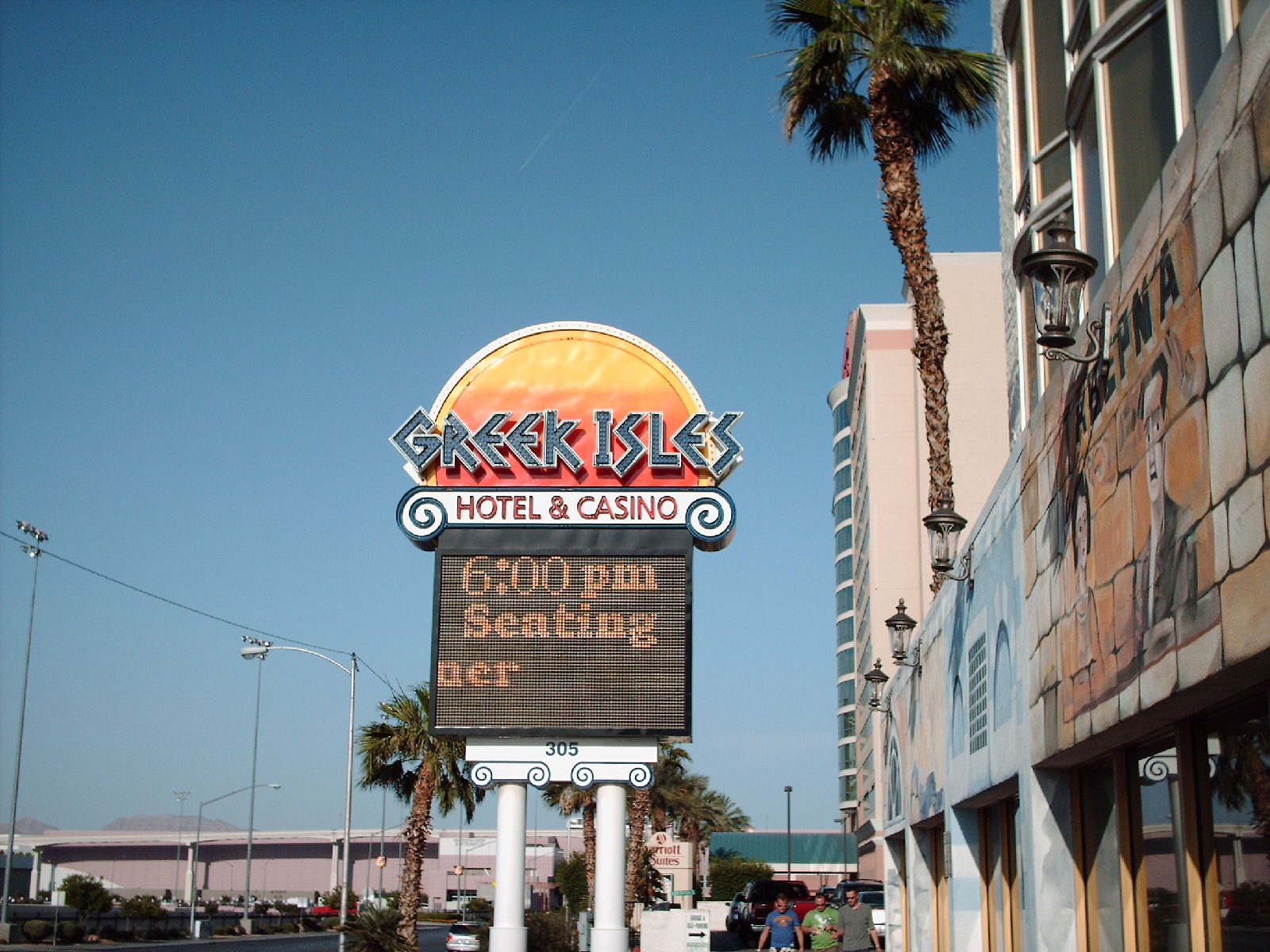
Znak przed hotelem, gdy ten nosił nazwę Greek Isles

Obiekt został otwarty jako Royal Inn Casino w 1972 roku, stanowiąc własność inwestora Michaela Gaughana. Przez kilka kolejnych lat hotel funkcjonował pod nazwą Paddlewheel, aż do roku 1993, kiedy to jego nową właścicielką została Debbie Reynolds. Połączyła ona obiekt z Hollywood Movie Museum.
W 1999 roku obiekt nabyła World Wrestling Federation. W 2000 roku WWF sprzedała Greek Isles korporacji Mark IV Realty Group; Mark IV nawiązała współpracę z Delta Air Lines oraz United Airlines, w wyniku czego hotel działał przede wszystkim jako miejsce spoczynku pracowników linii lotniczych.
W lipcu 2007 roku obiekt, za kwotę 48.8 milionów dolarów, nabyła firma deweloperska DI Development Group; następnie ogłosiła, że planuje w miejscu Greek Isles utworzyć nowy kompleks, składający się z hotelu o 780 pokojach, kasyna zajmującego 7.200 m² oraz 6.610 m² przestrzeni konferencyjnej i handlowej. Ostatecznie jednak DI nigdy nie zrealizowała tych planów.
6 kwietnia 2009 roku hotel, wobec niewypłacalności względem wierzycieli, ogłosił bankructwo. Canpartners Reality (będąca własnością Canyon Capital Reality Partners i Spectrum Group Management) przejęła kontrolę nad obiektem 19 sierpnia 2009 roku. W kwietniu 2010 roku hotel zyskał nazwę Clarion i stał się jedynym resortem sieci Clarion zawierającym kasyno.
Budynek został rozebrany przez implozję w dniu 10 lutego 2015.